# Muzeum Żołnierzy Wyklętych i Więźniów Politycznych PRL
Ten artykuł dotyczy przyszłego wydarzenia. Informacje w nim zawarte mogą się zmienić wraz z pojawieniem się nowych faktów, a początkowe doniesienia mogą być niepewne. Ostatnie aktualizacje tego artykułu mogą nie odzwierciedlać najbardziej aktualnych informacji.

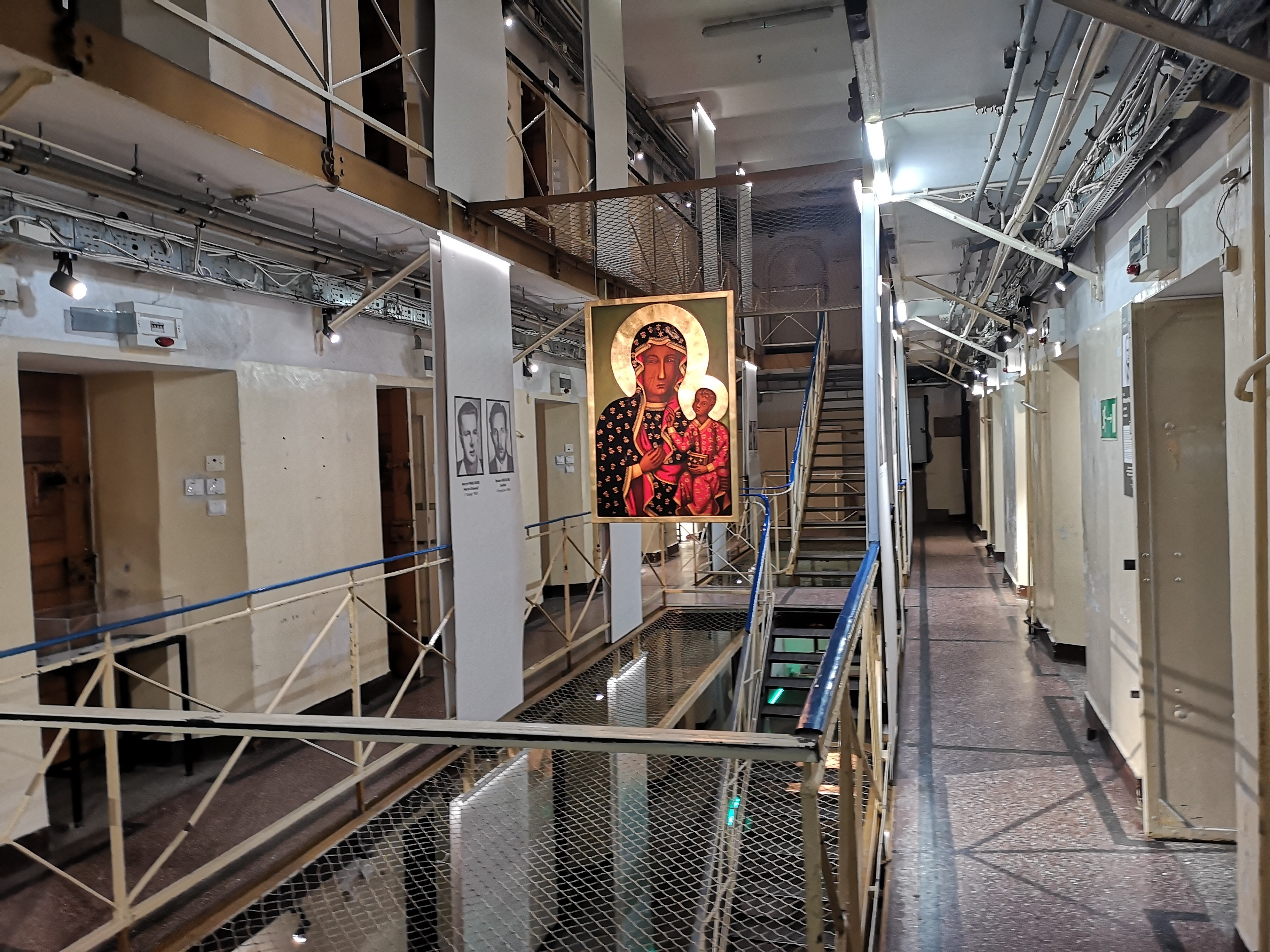
Wnętrze Muzeum Żołnierzy Wyklętych i Więźniów Politycznych PRL (2021)

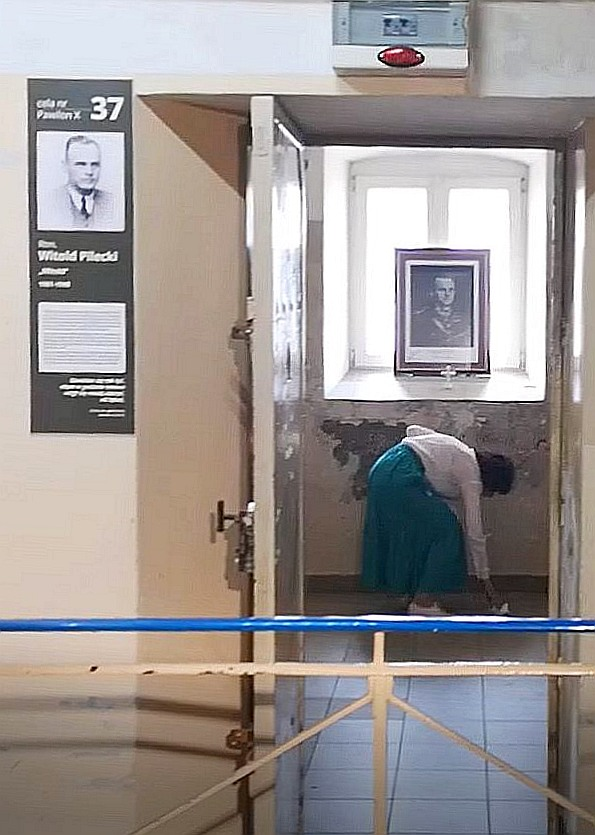
W celi rtm. Pileckiego jego córka Zofia (2021)

Muzeum Żołnierzy Wyklętych i Więźniów Politycznych PRL – muzeum historyczne powstające w Warszawie, gromadzące pamiątki związane z historią żołnierzy wyklętych, powojennego podziemia antykomunistycznego oraz organizacji niepodległościowych z czasów PRL.

## Historia
Decyzją władz państwowych postanowiono zabudowania dotychczasowego  aresztu śledczego na Mokotowie przekształcić na siedzibę muzeum upamiętniającego wszystkich obywateli, którzy spotkali się z represjami ze strony aparatu komunistycznego po II wojnie światowej. Akt utworzenia muzeum podpisał 29 lutego 2016, w przeddzień Narodowego Dnia Pamięci „Żołnierzy Wyklętych”, minister Zbigniew Ziobro. Mimo iż przy ul Rakowieckiej funkcjonował jeszcze areszt śledczy, rozpoczęto zbiórkę pamiątek związanych z podziemiem. Zgromadzono m.in.: bibułę, dokumenty organizacyjne, druki ulotne, gazetki z różnego okresu działalności konspiracyjnej i ubrania więzienne. Do zbiorów włączono też używane przez SB: minimagnetofon, tarcze, hełmy i mundury. Przygotowaną ekspozycję zaprezentowano podczas Nocy Muzeów (14–15 maja). W tym samym roku powołano członków Rady Programowej Muzeum Żołnierzy Wyklętych. Zostali nimi: Jan Żaryn, Bogdan Chrzanowski, Filip Musiał, Piotr Niwiński, Krzysztof Szwagrzyk, Wojciech Frazik, Krzysztof Kaczmarski, Maciej Korkuć, Kazimierz Krajewski, Tomasz Łabuszewski, Agnieszka Łuczak, Wojciech Muszyński, Sławomir Poleszak, Grzegorz Majchrzak i Grzegorz Wąsowski, zajmujący się w swych badaniach historią żołnierzy wyklętych. Z ramienia Ministerstwa Sprawiedliwości prace związane z przeniesieniem aresztu nadzorował sekretarz stanu Patryk Jaki.
W związku z istniejącymi w dokumentach przesłankami, iż na terenie aresztu zabijano i grzebano więźniów w latach 40. i 50. postanowiono, przeprowadzić badania archeologiczne. W areszcie zamordowano: rtm. Witolda Pileckiego, mjra Zygmunta Szendzielarza „Łupaszkę”, gen. Augusta Emila Fieldorfa „Nila” oraz członków Zarządu Głównego Zrzeszenia „Wolność i Niezawisłość” z płk. Łukaszem Cieplińskim ps. Pług. Prace poszukiwawcze przeprowadził zespół dra Krzysztofa Szwagrzyka.
Z okazji oficjalnych obchodów Dnia Żołnierzy Wyklętych 1 marca 2016 powstające muzeum w gmachu byłego aresztu śledczego odwiedził prezydent Polski Andrzej Duda. Wraz z delegacją złożono kwiaty pod tablicą upamiętniającą torturowanych i zamęczonych więźniów politycznych w czasie terroru komunistycznego.
W październiku 2016 Centralny Zarząd Służby Więziennej ogłosił konkurs na opracowanie koncepcji architektonicznej muzeum. Rozstrzygnięto go pod koniec stycznia 2017. Zwyciężył projekt grupy M.O.C. Architekci z Katowic.
W lutym 2017 Prezes IPN Jarosław Szarek, wiceminister sprawiedliwości Marcin Warchoł i dyrektor Muzeum Żołnierzy Wyklętych Jacek Pawłowicz podpisali umowę o współpracy w zakresie edukacji oraz upamiętnienia pamięci o żołnierzach antykomunistycznego powstania w czasach PRL. Podobną umowę muzeum zawarło również z Wojskowym Biurem Historycznym im. Kazimierza Sosnkowskiego w osobie jego dyrektora dra hab. Sławomira Cenckiewicza. Muzeum zwróciło się z prośba o udostępnienie: akt osobowych żołnierzy zamordowanych w areszcie na ul. Rakowieckiej, map, plakatów i ulotek propagandowych, dokumentacji ukazującej udział Ludowego Wojska Polskiego w pacyfikacji podziemia niepodległościowego.
Symboliczne otwarcie bramy aresztu i wyjazd ostatniej aresztowanej nastąpił 1 marca 2017 o godz. 10:00. W akcie uczestniczył sekretarz stanu Patryk Jaki wraz z córką Witolda Pileckiego Zofią Optułowicz.
W 2018 muzeum udostępniało zwiedzającym część wystawy tymczasowej, celę więzienną rotm. Witolda Pileckiego, tzw. mokry karcer, miejsce rozstrzelań ze śladami po postrzelinach. Prowadzono prace związane z przebudową aresztu, gdzie powstać ma podziemny kompleks z częścią edukacyjną, małe kino oraz sala teatralna. W Pawilonie X IPN zaprezentowało wystawę pt. „Śladami zbrodni”, ukazującą fotografie żołnierzy wyklętych i przedmioty z wykopalisk na Łączce.
13 grudnia 2021 roku, podczas obchodów 40. rocznicy wprowadzenia stanu wojennego odsłonięta została tablica upamiętniająca ofiary śmiertelne represji z lat 1981–1989.
17 marca 2022 roku weszła w życie uchwalona przez Sejm w dniu 27 stycznia 2022 roku ustawa zmieniająca ustawę o Instytucie Pamięci Narodowej – Komisji Ścigania Zbrodni przeciwko Narodowi Polskiemu, która przekazuje muzeum do dalszego prowadzenia Instytutowi Pamięci Narodowej.
W budynku muzeum mieści się również siedziba oraz Biblioteka Fundacji im. Janusza Kurtyki, współpracującymi z muzeum na mocy podpisanej w lutym 2017 umowy. Fundacja działa na rzecz promocji historii Polski.
Od 15 listopada 2023 roku obowiązki dyrektora Muzeum Żołnierzy Wyklętych i Więźniów Politycznych PRL powierzone zostały Adriannie Garnik. 6 sierpnia 2024 Ministerstwo Kultury i Dziedzictwa Narodowego jako organizator muzeum ogłosiło zamiar rozpisania konkursu na stanowisko jego dyrektora.